# Amy Atkinson
Amy Atkinson (Ostfildern, 5 agosto 1989) è una mezzofondista guamana.

## Biografia
Calciatrice della nazionale di Guam, ha portato avanti anche una carriera locale e internazionale di atletica leggera, specializzandosi nelle gare di mezzofondo, raggiungendo nel 2012 la partecipazione ai Giochi olimpici di Londra 2012.
Nei Giochi micronesiani di Koror del 2010 ha conquistato 1 medaglia d'oro e 2 argento.

## Palmarès
| Anno | Manifestazione       | Sede     | Evento       | Risultato | Prestazione | Note |
| ---- | -------------------- | -------- | ------------ | --------- | ----------- | ---- |
| 2011 | Campionati oceaniani | Apia     | 800 m piani  | Argento   | 2'25"94     |      |
| 2011 | Campionati oceaniani | Apia     | 1500 m piani | Argento   | 5'04"64     |      |
| 2011 | Campionati oceaniani | Apia     | 5000 m piani | Oro       | 19'53"13    |      |
| 2011 | Giochi del Pacifico  | Numea    | 1500 m piani | 4ª        | 4'56"34     |      |
| 2011 | Giochi del Pacifico  | Numea    | 3000 m siepi | 4ª        | 12'11"85    |      |
| 2012 | Mondiali indoor      | Istanbul | 400 m piani  | Batteria  | 65"99       |      |
| 2012 | Campionati oceaniani | Cairns   | 800 m piani  | 5ª        | 2'21"30     |      |
| 2012 | Campionati oceaniani | Cairns   | 1500 m piani | Bronzo    | 4'57"76     |      |
| 2012 | Giochi olimpici      | Londra   | 800 m piani  | Batteria  | 2'18"53     |      |